# Unione Sportiva Foggia 1973-1974
Questa voce raccoglie le informazioni riguardanti l'Unione Sportiva Foggia nelle competizioni ufficiali della stagione 1973-1974.

## Stagione
Dopo la promozione della stagione scorsa il Foggia nel campionato di Serie A 1973-1974 è allenato dal riconfermato Lauro Toneatto, si classifica al quattordicesimo posto con 24 punti e retrocede in Serie B, insieme al Genoa con 17 punti e al Verona che sul campo ottiene 25 punti, ma è stato punito con l'ultimo posto in classifica per un illecito sportivo. Questo fatto avrebbe salvato il Foggia ma anche i satanelli a campionato concluso, vengono penalizzati con 6 punti per un tentato illecito e quindi retrocessi, si salva così la Sampdoria che sul campo ha raccolto 20 punti. Lo scudetto è stato vinto dalla Lazio con 43 punti, davanti alla Juventus con 41 punti. Nelle prime dodici partite del campionato il Foggia è quarto con 15 punti ed è la squadra rivelazione del torneo, ma nelle altre diciotto partite ne raccoglie solo 9. In Coppa Italia i rossoneri non vanno oltre il primo turno di qualificazione nella fase eliminatoria nel girone 1, dietro alla Juventus (qualificata alla fase successiva), alla SPAL, all'Ascoli e con gli stessi punti dell'Arezzo.

## Organigramma societario
Area direttiva
- Presidente: Antonio Fesce

Area tecnica
- Allenatore: Lauro Toneatto

## Rosa
| N. |                   | Ruolo | Calciatore         |
| -- | ----------------- | ----- | ------------------ |
|    | Italia (bandiera) | P     | Mauro Burnelli     |
|    | Italia (bandiera) | P     | Gastone Giacinti   |
|    | Italia (bandiera) | P     | Raffaele Trentini  |
|    | Italia (bandiera) | D     | Novilio Bruschini  |
|    | Italia (bandiera) | D     | Rodolfo Cimenti    |
|    | Italia (bandiera) | D     | Mauro Colla        |
|    | Italia (bandiera) | D     | Michele Ieluzzi    |
|    | Italia (bandiera) | D     | Martino Lagonigro  |
|    | Italia (bandiera) | D     | Giovanni Pirazzini |
|    | Italia (bandiera) | D     | Francesco Scorsa   |
|    | Italia (bandiera) | C     | Luigi Delneri      |
|    | Italia (bandiera) | C     | Bernardino Fabbian |
|    | Italia (bandiera) | C     | Paolo Garzelli     |

| N. |                   | Ruolo | Calciatore         |
| -- | ----------------- | ----- | ------------------ |
|    | Italia (bandiera) | C     | Franco Liguori     |
|    | Italia (bandiera) | C     | Lucio Migotto      |
|    | Italia (bandiera) | C     | Renzo Nedalini     |
|    | Italia (bandiera) | C     | Elvio Salvori      |
|    | Italia (bandiera) | C     | Giuseppe Trinchero |
|    | Italia (bandiera) | C     | Pellegrino Valente |
|    | Italia (bandiera) | C     | Luigi Villa        |
|    | Italia (bandiera) | A     | Rocco Colotti      |
|    | Italia (bandiera) | A     | Lino Golin         |
|    | Italia (bandiera) | A     | Giuseppe Pavone    |
|    | Italia (bandiera) | A     | Giorgio Rognoni    |
|    | Italia (bandiera) | A     | Claudio Turella    |
|    | Italia (bandiera) | A     | Silvano Villa      |

## Risultati

### Serie A

#### Girone di andata
| Arbitro: | Motta (Monza) |

|                            |           |            |
| Cuccureddu 44’ Bettega 76’ | Marcatori | 13’ Pavone |

| Arbitro: | Panzino (Catanzaro) |

|                     |           |             |
| S. Villa 62’ (rig.) | Marcatori | 32’ L. Riva |

| Arbitro: | Gussoni (Tradate) |

|  |           |             |
|  | Marcatori | 3’ S. Villa |

| Arbitro: | Giunti (Arezzo) |

|             |           |            |
| Liguori 88’ | Marcatori | 75’ Braida |

| Arbitro: | Agnolin (Bassano del Grappa) |

|                                                         |           |                   |
| Boninsegna 34’, 43’ (rig.), 65’, 69’ Valente 35’ (aut.) | Marcatori | 86’ (aut.) Oriali |

| Arbitro: | Ciacci (Firenze) |

|                     |           |  |
| S. Villa 20’ (rig.) | Marcatori |  |

| Genova 2 dicembre 1973 7ª giornata | Sampdoria          | 0 – 0 | Foggia | Stadio Luigi Ferraris\| Arbitro: \| Lazzaroni (Milano) \| |
| Arbitro:                           | Lazzaroni (Milano) |       |        |                                                           |

| Arbitro: | Lenardon (Siena) |

|                         |           |             |
| Valente 14’ Rognoni 19’ | Marcatori | 74’ Damiani |

| Arbitro: | Barbaresco (Cormons) |

|             |           |  |
| Valente 18’ | Marcatori |  |

| Torino 23 dicembre 1973 10ª giornata | Torino           | 0 – 0 | Foggia | Stadio Comunale\| Arbitro: \| Casarin (Milano) \| |
| Arbitro:                             | Casarin (Milano) |       |        |                                                   |

| Bologna 30 dicembre 1973 11ª giornata | Bologna            | 0 – 0 | Foggia | Stadio Comunale\| Arbitro: \| Bernardis (Milano) \| |
| Arbitro:                              | Bernardis (Milano) |       |        |                                                     |

| Arbitro: | Lo Bello (Siracusa) |

|            |           |  |
| Pavone 33’ | Marcatori |  |

| Arbitro: | Michelotti (Parma) |

|                                                      |           |  |
| Pirazzini 26’ (aut.) Zaccarelli 46’ Maddè 71’ (rig.) | Marcatori |  |

| Arbitro: | Torelli (Milano) |

|  |           |               |
|  | Marcatori | 86’ Chinaglia |

| Arbitro: | Angonese (Mestre) |

|              |           |  |
| Sabadini 67’ | Marcatori |  |

#### Girone di ritorno
| Foggia 3 febbraio 1974 16ª giornata | Foggia              | 0 – 0 | Juventus | Stadio Pino Zaccheria\| Arbitro: \| Lo Bello (Siracusa) \| |
| Arbitro:                            | Lo Bello (Siracusa) |       |          |                                                            |

| Arbitro: | Bernardis (Milano) |

|             |           |  |
| S. Gori 88’ | Marcatori |  |

| Arbitro: | Serafino (Roma) |

|                          |           |              |
| S. Villa 28’ Valente 33’ | Marcatori | 42’ Saltutti |

| Arbitro: | Ciacci (Firenze) |

|                         |           |  |
| Catania 12’ Orlandi 86’ | Marcatori |  |

| Arbitro: | Picasso (Chiavari) |

|                     |           |                    |
| S. Villa 64’ (rig.) | Marcatori | 4’, 82’ Boninsegna |

| Arbitro: | Branzoni (Pavia) |

|                               |           |  |
| Prati 32’, 87’ Domenghini 90’ | Marcatori |  |

| Arbitro: | Casarin (Milano) |

|                  |           |                          |
| Rognoni 43’, 72’ | Marcatori | 50’ Maraschi 89’ Arnuzzo |

| Arbitro: | Michelotti (Parma) |

|             |           |  |
| Longoni 25’ | Marcatori |  |

| Arbitro: | Trono (Torino) |

|                              |           |             |
| Colla 61’ (aut.) Corradi 79’ | Marcatori | 64’ Cimenti |

| Arbitro: | Serafino (Roma) |

|             |           |         |
| Rognoni 85’ | Marcatori | 2’ Sala |

| Arbitro: | Gussoni (Tradate) |

|            |           |             |
| Pavone 12’ | Marcatori | 68’ Colomba |

| Arbitro: | Barbaresco (Cormons) |

|             |           |                     |
| Clerici 66’ | Marcatori | 70’ (aut.) Punziano |

| Arbitro: | Ciacci (Firenze) |

|               |           |             |
| Pirazzini 78’ | Marcatori | 60’ Busatta |

| Arbitro: | Panzino (Catanzaro) |

|                      |           |  |
| Chinaglia 60’ (rig.) | Marcatori |  |

| Foggia 19 maggio 1974 30ª giornata | Foggia              | 0 – 0 | Milan | Stadio Pino Zaccheria\| Arbitro: \| Menicucci (Firenze) \| |
| Arbitro:                           | Menicucci (Firenze) |       |       |                                                            |

### Coppa Italia

#### Girone 1
| 29 agosto 1973 1ª giornata |  | – Turno di riposo FOGGIA |  |  |

| Arbitro: | Ciacci (Firenze) |

|             |           |  |
| Vezzoso 77’ | Marcatori |  |

| Arbitro: | Cantelli (Firenze) |

|  |           |                    |
|  | Marcatori | 42’ (aut.) Liguori |

| Arezzo 16 settembre 1973 4ª giornata | Arezzo           | 0 – 0 | Foggia | Stadio Comunale\| Arbitro: \| Benedetti (Roma) \| |
| Arbitro:                             | Benedetti (Roma) |       |        |                                                   |

| Arbitro: | Lupi (Genova) |

|  |           |            |
|  | Marcatori | 9’ Pezzato |

## Statistiche

### Statistiche di squadra
| Competizione | Punti | In casa | In casa | In casa | In casa | In casa | In casa | In trasferta | In trasferta | In trasferta | In trasferta | In trasferta | In trasferta | Totale | Totale | Totale | Totale | Totale | Totale | DR  |
| Competizione | Punti | G       | V       | N       | P       | Gf      | Gs      | G            | V            | N            | P            | Gf           | Gs           | G      | V      | N      | P      | Gf     | Gs     | DR  |
| ------------ | ----- | ------- | ------- | ------- | ------- | ------- | ------- | ------------ | ------------ | ------------ | ------------ | ------------ | ------------ | ------ | ------ | ------ | ------ | ------ | ------ | --- |
| Serie A      | 18    | 15      | 5       | 8       | 2       | 15      | 12      | 15           | 1            | 4            | 10           | 5            | 22           | 30     | 6      | 12     | 12     | 20     | 34     | -14 |
| Coppa Italia | 1     | 2       | 0       | 0       | 2       | 0       | 2       | 2            | 0            | 1            | 1            | 0            | 1            | 4      | 0      | 1      | 3      | 0      | 3      | -3  |
| Totale       |       | 17      | 5       | 8       | 4       | 15      | 14      | 17           | 1            | 5            | 11           | 5            | 23           | 34     | 6      | 13     | 15     | 20     | 37     | -17 |

### Statistiche dei giocatori
| Giocatore    | Serie A  | Serie A | Serie A     | Serie A    | Coppa Italia | Coppa Italia | Coppa Italia | Coppa Italia | Totale   | Totale | Totale      | Totale     |
| Giocatore    | Presenze | Reti    | Ammonizioni | Espulsioni | Presenze     | Reti         | Ammonizioni  | Espulsioni   | Presenze | Reti   | Ammonizioni | Espulsioni |
| ------------ | -------- | ------- | ----------- | ---------- | ------------ | ------------ | ------------ | ------------ | -------- | ------ | ----------- | ---------- |
| M. Burnelli  | 1        | -1      | ?           | ?          | 0            | 0            | ?            | ?            | 1        | -1     | ?           | ?          |
| G. Giacinti  | 6        | -9      | ?           | ?          | 1            | 0            | ?            | ?            | 7        | -9     | ?           | ?          |
| R. Trentini  | 24       | -24     | ?           | ?          | 3            | -3           | ?            | ?            | 27       | -27    | ?           | ?          |
| N. Bruschini | 28       | 0       | ?           | ?          | 4            | 0            | ?            | ?            | 32       | 0      | ?           | ?          |
| R. Cimenti   | 24       | 1       | ?           | ?          | 2            | 0            | ?            | ?            | 26       | 1      | ?           | ?          |
| M. Colla     | 28       | 0       | ?           | ?          | 4            | 0            | ?            | ?            | 32       | 0      | ?           | ?          |
| M. Ieluzzi   | 0        | 0       | ?           | ?          | 0            | 0            | ?            | ?            | 0        | 0      | ?           | ?          |
| M. Lagonigro | 0        | 0       | ?           | ?          | 0            | 0            | ?            | ?            | 0        | 0      | ?           | ?          |
| G. Pirazzini | 24       | 1       | ?           | ?          | 4            | 0            | ?            | ?            | 28       | 1      | ?           | ?          |
| F. Scorsa    | 11       | 0       | ?           | ?          | 1            | 0            | ?            | ?            | 12       | 0      | ?           | ?          |
| L. Delneri   | 21       | 0       | ?           | ?          | 1            | 0            | ?            | ?            | 22       | 0      | ?           | ?          |
| B. Fabbian   | 10       | 0       | ?           | ?          | 0            | 0            | ?            | ?            | 10       | 0      | ?           | ?          |
| P. Garzelli  | 0        | 0       | ?           | ?          | 1            | 0            | ?            | ?            | 1        | 0      | ?           | ?          |
| F. Liguori   | 24       | 1       | ?           | ?          | 2            | 0            | ?            | ?            | 26       | 1      | ?           | ?          |
| M. Migotto   | 0        | 0       | ?           | ?          | 0            | 0            | ?            | ?            | 0        | 0      | ?           | ?          |
| R. Nedalini  | 0        | 0       | ?           | ?          | 1            | 0            | ?            | ?            | 1        | 0      | ?           | ?          |
| E. Salvori   | 9        | 0       | ?           | ?          | 3            | 0            | ?            | ?            | 12       | 0      | ?           | ?          |
| G. Trinchero | 1        | 0       | ?           | ?          | 3            | 0            | ?            | ?            | 4        | 0      | ?           | ?          |
| P. Valente   | 30       | 3       | ?           | ?          | 3            | 0            | ?            | ?            | 33       | 3      | ?           | ?          |
| L. Villa     | 11       | 0       | ?           | ?          | 1            | 0            | ?            | ?            | 12       | 0      | ?           | ?          |
| R. Colotti   | 0        | 0       | ?           | ?          | 0            | 0            | ?            | ?            | 0        | 0      | ?           | ?          |
| L. Golin     | 15       | 0       | ?           | ?          | 2            | 0            | ?            | ?            | 17       | 0      | ?           | ?          |
| G. Pavone    | 29       | 3       | ?           | ?          | 4            | 0            | ?            | ?            | 33       | 3      | ?           | ?          |
| G. Rognoni   | 28       | 4       | ?           | ?          | 3            | 0            | ?            | ?            | 31       | 4      | ?           | ?          |
| C. Turella   | 0        | 0       | ?           | ?          | 1            | 0            | ?            | ?            | 1        | 0      | ?           | ?          |
| S. Villa     | 29       | 5       | ?           | ?          | 2            | 0            | ?            | ?            | 31       | 5      | ?           | ?          |